# B
B \ بي \ هو الحرف الثاني في الأبجدية اللاتينية. الاسم الإنجليزي للحرف في اللغة الإنجليزية هو «بي» [bi]. نشأ الحرف إما من الهيروغليفية (صورة المنزل) أو من الأبجدية السامية القديمة. عندما قام الإغريق بإضافته إلى أبجديتهم، أطلقوا على الحرف اسم «بيتا» بعدما عكسوا شكله. يلفظ الحرف في اللغة الإنجليزية مثل حرف الباء (/b/)، وفي بعض الأحيان يكون صامتاً. أما في اللغة الإسبانية يلفظ أحياناً "ڤ" (/β/) عندما يكون في وسط الكلمة، لا يُنطق حرف b إن كان بعد حرف m مثل كلمة limb، تُنطق لِمْ، وكذلك لا يُنطق إن كان قبل حرف t، في مثل كلمة debt التي تُنطق دَتْ.
| الهيروغليفية المصرية | السامية القديمة | الفينيقية beth | الأتروسكانية beta | الإغريقية B | الرومانية B |
| -------------------- | --------------- | -------------- | ----------------- | ----------- | ----------- |
|                      |                 |                |                   |             |             |

## الترميز في الحاسوب
الترميز (Unicode) للحرف B هو U+0042، والحرف الصغير b هو U+0062. في الآسكي الحرف الكبير يرمز له "66" والصغير "98". في نظام العد الثنائي الحرف الكبير "01000010" و"01100010". شيفرة كود التبادل الموسع للترميز العشري الثنائي للحرف الكبير "194" وللصغير "130". وفي HTML وXML يرمز للحرف الكبير "B"، وللصغير "b".

## استخدامات أخرى
- في الكيمياء يرمز إلى البورون.
- في الشطرنج يرمز إلى الفيل.
- في الألوان (RGB) يرمز إلى اللون الأزرق.
- في الحاسوب له معانٍ عديدة مثل: البت، والبايت، ولغة البرمجة B، كما يرمز إلى الخط العريض في HTML.
- في الرياضيات يعني 11 في نظام العد [وضح من هو المقصود ؟].
- في الطب، B (و B+ وB-) هم نوع من فصائل دم الإنسان.
- في التغذية ترمز إلى مجموعة من الفيتامينات.
- في تعليم ترمز درجة جيد جدا